# Sybil I. McLaughlin
Sybil Ione McLaughlin MBE (sinh ngày 24 tháng 8 năm 1928) là một phụ nữ gốc Mỹ, người đã trở thành Diễn giả đầu tiên cho Quần đảo Cayman. Bà được tuyên bố là Anh hùng dân tộc năm 1996.
McLaughlin được sinh ra ở Mobile, Alabama vào năm 1928.
Năm 1945, bà bắt đầu làm việc cho chính phủ Quần đảo Cayman và khi họ nhận được hiến pháp, bà đã được làm thư ký. Trong sự nghiệp của mình, chuyên môn của bà đã được sử dụng tại các nghị viện khác. Bà làm việc tại Hạ viện Anh, Nhà Stormont và trong các văn phòng của chính phủ Grenada và của Trinidad và Tobago.
Vào tháng 2 năm 1991, bà trở thành Chủ tịch đầu tiên của Hội đồng Lập pháp Quần đảo Cayman.
Năm 1996, bà đã nghỉ hưu và trở thành một Anh hùng dân tộc của Quần đảo Cayman. Đây là vinh dự cao nhất của Quần đảo Cayman và nó đã được trao tặng vì sự đóng góp của bà cho quốc hội và cộng đồng nói chung.